# Nadwodnik sześciopręcikowy
Nadwodnik sześciopręcikowy (Elatine hexandra (Lapierre) DC.) – gatunek rośliny z rodziny nadwodnikowatych (Elatinaceae).

## Rozmieszczenie geograficzne
Występuje w zachodniej i środkowej Europie. W Polsce współcześnie rośnie w Borach Dolnośląskich, Kotlinie Oświęcimskiej i na Płaskowyżu Rybnickim.

## Morfologia
ŁodygaPłożąca się, cienka, rozgałęziona, do 15 cm długości.
LiścieUstawione naprzeciwlegle po dwa, podługowato-jajowate, z ogonkiem krótszym od blaszki.
KwiatyDrobne, na szypułkach, 3-krotne. Płatki białoróżowe lub różowe. Pręcików 6.
OwocTorebka. Nasiona prawie proste.

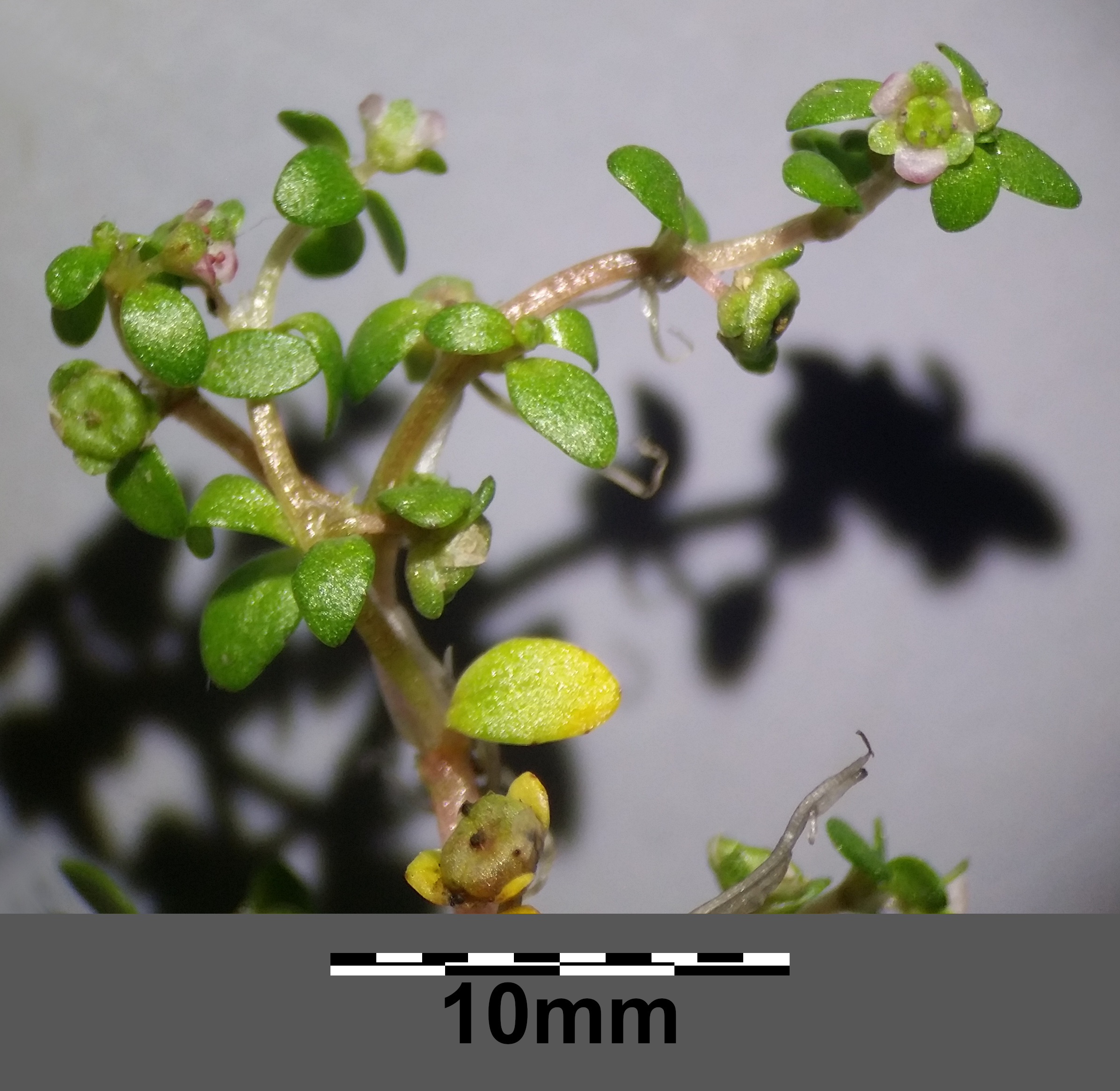
Kwitnący i owocujący pęd
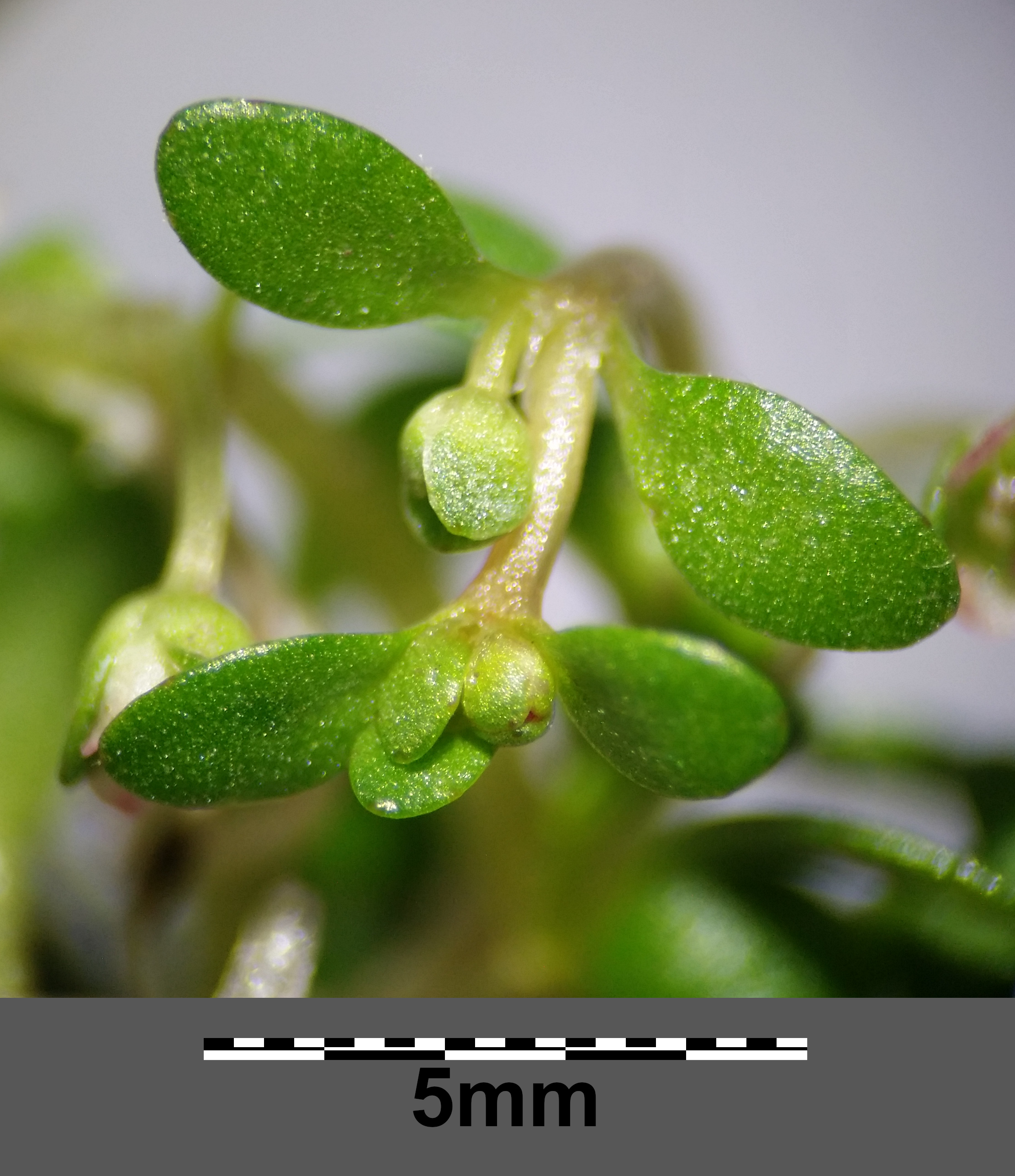
Liście
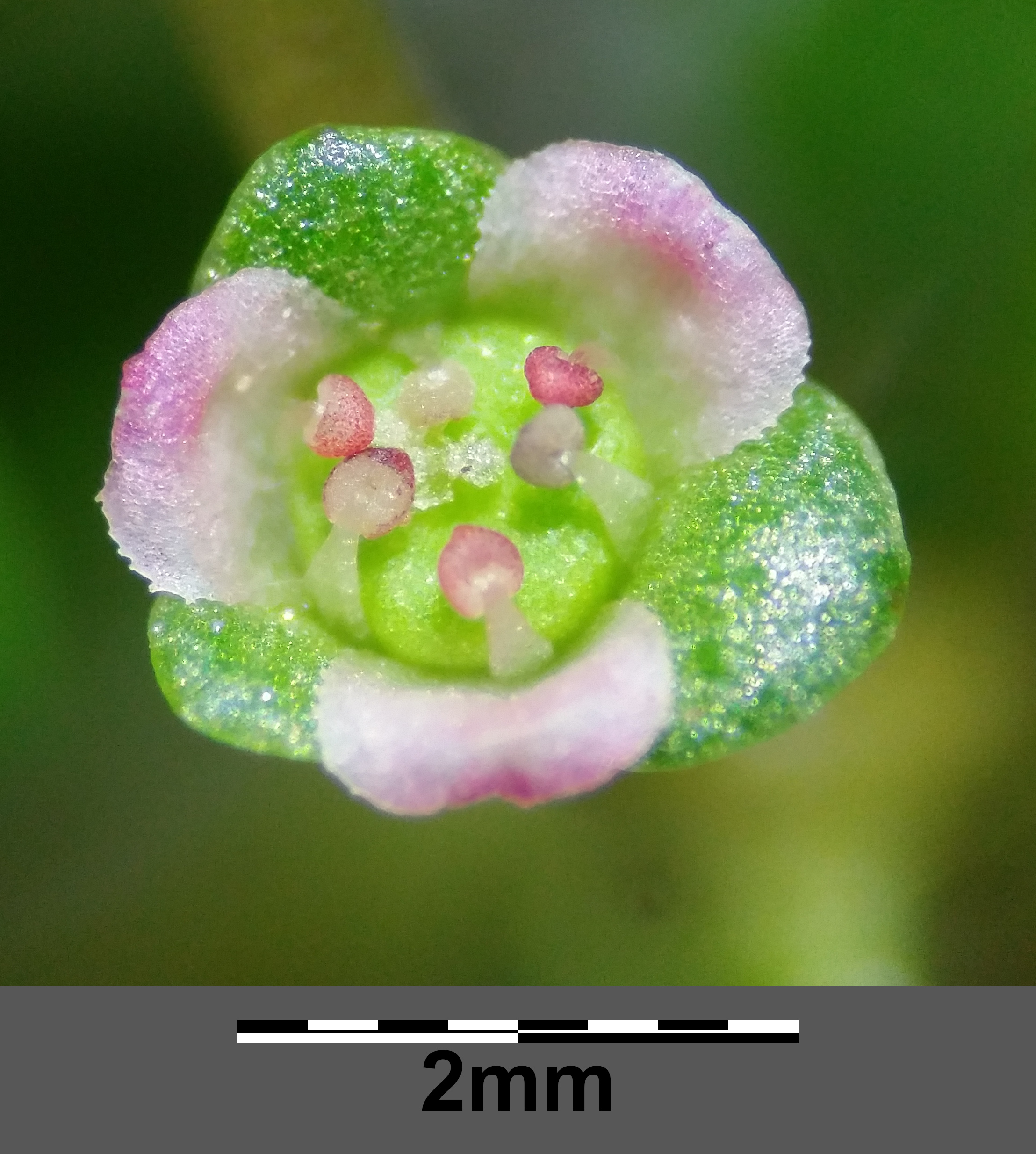
Kwiat
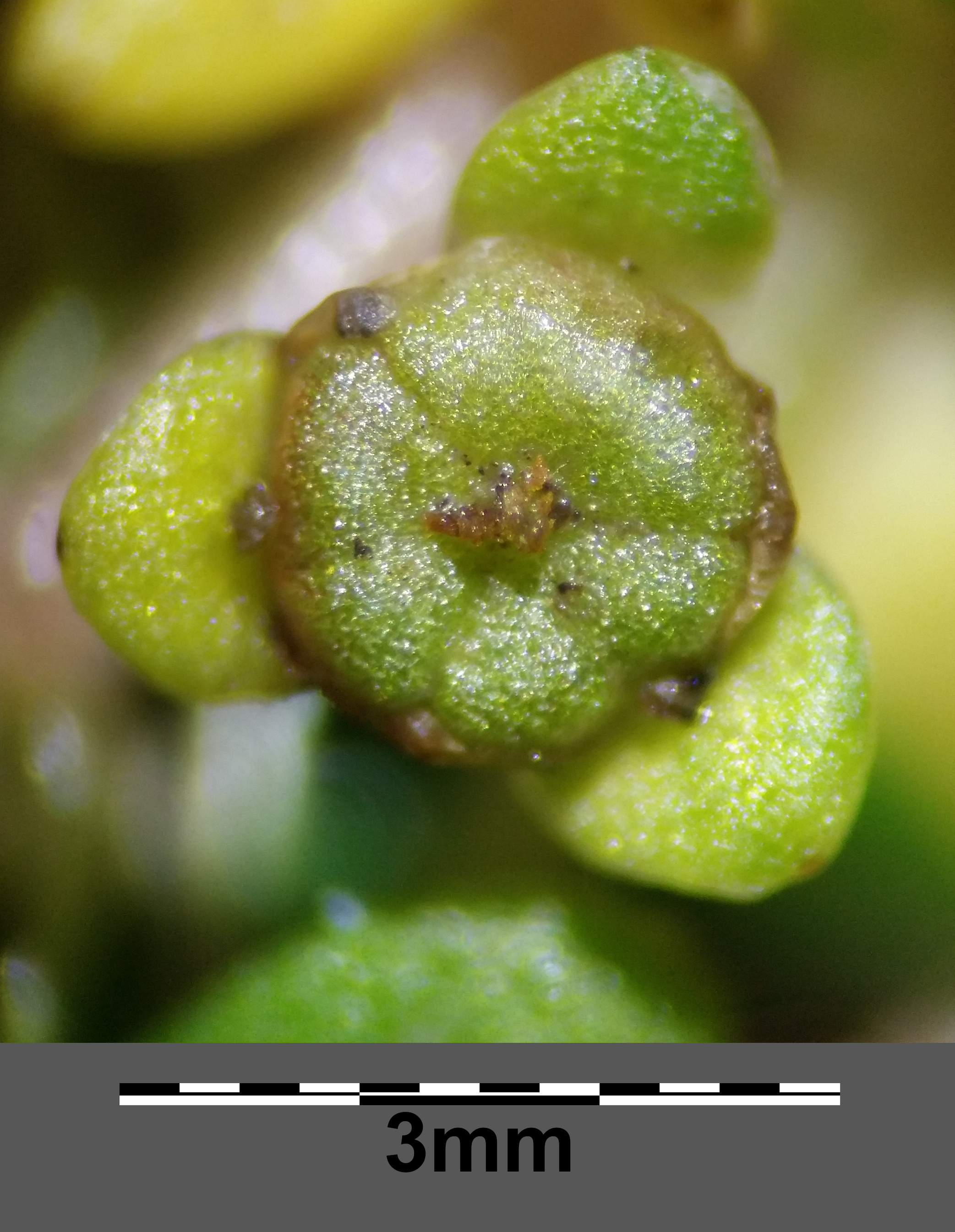
Owoc

## Biologia i ekologia
Roślina jednoroczna. Występuje głównie na dnach osuszonych stawów. Kwitnie od lipca do września. Liczba chromosomów 2n=72. Gatunek charakterystyczny zespołu Eleocharetum ovatae.

## Zagrożenia i ochrona
Od 2014 roku roślina jest objęta w Polsce częściową ochroną gatunkową. W latach 2004–2014 znajdowała się pod ochroną ścisłą. Gatunek uznany został za narażony na wyginięcie i wpisany na Czerwoną listę roślin i grzybów Polski (2006) (kategoria zagrożenia V). W wydaniu z 2016 roku otrzymał kategorię EN (zagrożony). Umieszczony także w Polskiej czerwonej księgi roślin (2001) (kategoria zagrożenia VU). W wydaniu z 2014 roku otrzymał kategorię EN (zagrożony). Przyczyną zagrożenia jest zanieczyszczenie wód oraz niszczenie i zanikanie siedlisk.